# Alessandra Ambrosio
Alessandra Corine Ambrósio (Erechim, 11 april 1981) is een Braziliaans model.

## Levensloop
Ambrosio werd geboren in Brazilië op 11 april 1981. Haar ouders, die van Italiaanse en Poolse afkomst zijn, hebben hun eigen tankstation. Ambrosio was slechts acht jaar oud toen zij besloot dat ze model wilde worden.
Haar eerste baan was als model voor het Braziliaanse modeblad Elle. Zij heeft sindsdien gewerkt voor onder meer Revlon, Christian Dior, Giorgio Armani, Rolex, Óscar de la Renta, Gucci, Calvin Klein en Ralph Lauren. Ook heeft ze op de catwalk gelopen voor Prada, Christian Lacroix, Fendi, Christian Dior, Ralph Lauren, Giorgio Armani, Vivienne Westwood en Óscar de la Renta.
Zij heeft meer dan 50 keer op de omslag gestaan van bekende modebladen zoals Cosmopolitan, Elle, Marie Claire en Vogue.
Ambrosio is het meest bekend door haar werk voor Victoria's Secret en werd gekozen als het eerste spokesmodel voor de PINK-lijn van het bedrijf in 2004. Ze verscheen voor het eerst op Victoria's Secret Fashion Show in 2000.
Toen Ambrosio voor het eerst naar New York kwam, leende Gisele Bündchen haar appartement voor twee weken en Adriana Lima stond haar bij als tolk.
In 2008 kregen Ambrosio en haar verloofde, de Californische zakenman Jamie Mazur, hun eerste kind, een dochter. Het stel kreeg in 2012 een zoon.